# Reclamacions territorials a l'Antàrtida

Mapa de les reclamacions territorials a l'Antàrtida

Hi ha set països que mantenen reclamacions territorials en parts de l'Antàrtida. És habitual que aquests països situïn les seves bases científiques i instal·lacions dins dels territoris que reclamen. Llevat dels reconeixements d'alguns països reclamants, no hi ha cap altre país que reconegui les reclamacions. El 1959, 12 estats van signar el Tractat Antàrtic, que estableix l'ús pacífic del continent, la llibertat d'investigació científica i la prohibició d'activitats de caràcter militar, entre d'altres. Aquest tractat també va congelar les reclamacions territorials i en va prohibir de noves.

## Estat de les reclamacions
Set estats han fet vuit reclamacions territorials en territori de l'Antàrtida, que daten d'abans del 1961. No hi ha cap territori reclamat que tingui població autòctona, i algunes zones se superposen entre diversos països. El Regne Unit, França, Austràlia, Nova Zelanda i Noruega es reconeixen mútuament les reclamacions respectives. Els Estats Units i Rússia afirmen que es reserven el dret de fer reclamacions, i també s'ha especulat sobre una reclamació del Brasil. El Tractat Antàrtic estableix que signar-lo:
- No és una renúncia a cap reclamació territorial prèvia.
- No afecta la base de reclamacions fetes com a resultat d'activitats del país signant a l'Antàrtida.
- No afecta els drets d'un estat sota el dret internacional de reconèixer o no altres reclamacions territorials.

El tractat, en canvi, afecta les reclamacions posteriors:
- No es pot fer servir cap activitat posterior al 1961 com a argument per a una reclamació territorial.
- No es poden fer noves reclamacions.
- No es pot ampliar cap reclamació ja existent.

### Reclamacions oficials
| Territori | Territori                                                                          | Reclamant    | Data  | Límits de la reclamació | Límits de la reclamació                  | Àrea (km²)   |
| --------- | ---------------------------------------------------------------------------------- | ------------ | ----- | ----------------------- | ---------------------------------------- | ------------ |
|           | Antàrtida Argentina (Província Terra del Foc, Antàrtida i Illes de l'Atlàntic Sud) | Argentina    | 1942  |                         | 25°W–74°W                                | 1.461.597    |
|           | Territori Antàrtic Australià (Territori exterior d'Austràlia)                      | Austràlia    | 1933  |                         | 160°E–142°2′E 136°11′E–44°38′E           | 5.896.500    |
|           | Territori Antàrtic Xilè (Comuna de la província de l'Antàrtica Xilena)             | Xile         | 1940  |                         | 53°W–90°W                                | 1.250.257,6  |
|           | Terra Adèlia (Districte de les Terres Australs i Antàrtiques Franceses)            | França       | 1924  |                         | 142°2′E–136°11′E                         | 432.000      |
|           | Dependència de Ross (Dependència de Nova Zelanda)                                  | Nova Zelanda | 1923  |                         | 150°W–160°E                              | 450.000      |
|           | Illa de Pere I (Dependència de Noruega)                                            | Noruega      | 1929  |                         | 68° 50′ S, 90° 35′ O / 68.833°S,90.583°O | 154          |
|           | Terra de la Reina Maud (Dependència de Noruega)                                    | Noruega      | 1939  |                         | 44°38′E–20°W                             | 2.700.000    |
|           | Territori Antàrtic Britànic (Territori Britànic d'Ultramar)                        | Regne Unit   | 1908  |                         | 20°W–80°W                                | 1.709.400    |
| Total     | Total                                                                              | Total        | Total | Total                   | Total                                    | 13.899.908,6 |